# Вулиця Академіка Кіпріанова (Київ)
Ву́лиця Акаде́міка Кіпріа́нова — вулиця у Святошинському районі міста Києва, житловий масив Микільська Борщагівка. Пролягає від вулиці Якуба Коласа до Жмеринської вулиці.

## Історія
Вулиця виникла на початку 1970-х років під назвою Нова № 8. З 1971 року — вулиця Павла Пестеля, на честь декабриста П. І. Пестеля. Сучасна назва на честь українського вченого А. І. Кіпріанова — з 1977 року. 
У 1976–1977 роках вулиця Академіка Кіпріанова існувала у Залізничному районі (ліквідована у зв'язку із переплануванням).